# 毛枝光叶楼梯草
毛枝光叶楼梯草（学名：Elatostema laevissimum var. puberulum）为荨麻科楼梯草属下的一个变种。

## 扩展阅读
- 維基物種上的相關：毛枝光叶楼梯草